# Synovate
Synovate war eines der größten Ad-hoc-Marktforschungsinstitute (aktuell auf Platz 4 nach Umsatz) in Deutschland und gehört weltweit zu den Top 10 der Branche.
Im Januar 2003 wurde die Marke Synovate von der britischen Aegis Group ins Leben gerufen, unter der sich fortan alle ihr angehörenden Marktforschungsinstitute zusammenschlossen.
Unter den damaligen 77 Gründungsinstituten waren unter anderem: Asia Market Intelligence, Market Facts, Motoresearch, Pegram Walters, Research Fact, Sample Survey Ltd. uvm. Im Oktober 2011 wurde Synovate von Ipsos erworben. Durch diese Übernahme entsteht das drittgrößte globale Marktforschungsinstitut.
Weltweit beschäftigt Synovate über 6000 Mitarbeiter und ist mit 130 Büros in 62 Ländern vertreten. Eine Besonderheit Synovates ist, dass es kein zentrales Hauptquartier, von dem aus der Konzern gesteuert wird, gibt. In Deutschland ist das Unternehmen seit 2001 aktiv. 2005 wurde die Marktforschungsabteilung von Roland Berger Strategy Consultants, Roland Berger Market Research und das Institut für Jugendforschung, aufgekauft. Hieraus ergeben sich auch die Standorte in Frankfurt am Main, München und Hamburg.
Geschäftsführer der deutschen Niederlassung (Synovate GmbH) ist seit 2005 Harald Hasselmann.